# Lenne (Naturschutzgebiet)
Die Lenne ist ein Naturschutzgebiet in den niedersächsischen Gemeinden Wangelnstedt, Lenne, Eimen, Lüerdissen, Dielmissen und Kirchbrak, den Städten Stadtoldendorf, Eschershausen und Bodenwerder und dem gemeindefreien Gebiet Eimen im Landkreis Holzminden.

## Allgemeines
Das Naturschutzgebiet mit dem Kennzeichen NSG HA 226 ist circa 113 Hektar groß. Das rund 48 Hektar große, gleichnamige FFH-Gebiet ist Bestandteil des Naturschutzgebietes. Gleichzeitig überlagert es sich teilweise mit dem EU-Vogelschutzgebiet „Sollingvorland“. Das Naturschutzgebiet ist vielfach vom Landschaftsschutzgebiet „Sollingvorland-Wesertal“ umgeben. Zwischen Eschershausen und Kirchbrak schließt sich nach Norden das Naturschutzgebiet „Tuchtberg“ an. Das Gebiet steht seit dem 25. Juni 2019 unter Naturschutz. Zuständige untere Naturschutzbehörde ist der Landkreis Holzminden.

## Beschreibung
Das Naturschutzgebiet erstreckt sich entlang der Lenne, einem rechten Nebenfluss der Weser im Weserbergland, von der Querung der Lenne durch die Landesstraße 546 in Wangelnstedt bis zu ihrer Mündung in die Weser bei Bodenwerder. Es schließt die Nebenbäche Flötebach, Hilsbach, Jakobsgraben, Silberborn und Wabach bzw. Teile der Nebenbäche mit ein. Das Naturschutzgebiet umfasst die Fließgewässer mit ihren Uferbereichen sowie stellenweise daran angrenzende Flächen. Die Fließgewässer sind naturnah mit strukturreichen Gewässerabschnitten mit Kiesbänken, Stromschnellen und Totholz ausgeprägt.
Die Lenne und ihre Nebenbäche werden innerhalb des Naturschutzgebietes größtenteils von als Galeriewald ausgeprägten Gehölzen mit Gewöhnlicher Esche, Schwarzerle, Silber-, Bruch- und Fahlweide und Gewöhnlicher Hasel u. a. mit Winkelsegge, 	Riesenschwingel, Hoher Schlüsselblume und Blutampfer im Unterwuchs begleitet, zu denen sich Hochstaudenfluren mit Echtem Mädesüß, Sumpfstorchschnabel, Gewöhnlichem Gilbweiderich und Blutweiderich gesellen. Die Nebenbäche durchfließen auf ihrem Weg in den Talraum der Lenne auch bewaldete Hänge von Hils, Homburg und Vogler, an denen auch ihre Quellbereiche liegen. Die Wälder sind als Hainsimsen-Buchenwälder ausgeprägt, im Bereich der Quellen stocken Erlen-Quellwälder, entlang der Bachläufe auch Auwälder.
Die Fließgewässer beherbergen u. a. Groppe und Bachforelle, im Unterlauf der Lenne sind auch Schmerle und Elritze heimisch. Sie sind außerdem Lebensraum verschiedener Wirbellosenarten. Die Wälder sind Lebensraum der Wildkatze, geschützter Vogelarten wie Schwarzstorch, Grauspecht und Schwarzspecht und verschiedener Amphibien, darunter auch dem Feuersalamander. Wälder und gewässerbegleitende Gehölze verfügen über einen hohen Alt- und Totholzanteil.